# Kaspar Arnurus
Kaspar Arnurus (auch Lämmerzagel, Lämmerschwanz, Lemmerczayl, Arcturus oder Arnur; * um 1520 in Stadtilm; † 11. November 1586 in Jena) war ein deutscher Moralphilosoph und Logiker.

## Leben
Er immatrikulierte sich als „Caspar Arnurus“ im Mai 1542 an der Universität Wittenberg. Entweder er selbst, oder einer seiner Vorfahren, hatte den Nachnamen als Gelehrtennamen Lämmerzagel (Lämmerschwanz) gräzisiert. In Wittenberg wurde er ein Schüler Philipp Melanchthons und erlebte Martin Luther noch zu Lebzeiten. Am 25. Februar 1546 erwarb er den akademischen Grad eines Magisters der Philosophie und wurde im selben Jahr Rektor der Stadtschule (Altes Gymnasium) in Jena. Im Wintersemester 1559 fand er Aufnahme in die philosophische Fakultät der Hochschule, wo er sich am Vorlesebetrieb beteiligte.
Am 24. Oktober 1568 wurde er Konrektor der Lateinschule in Halle (Saale) und erhielt 1573 Professur für Moralphilosophie und Logik an der Jenaer Salana. Als Jenaer Hochschullehrer beteiligte er sich an den organisatorischen Aufgaben der Bildungseinrichtung. So war er im Wintersemester 1567 sowie im Sommersemester 1574 Dekan der philosophischen Fakultät und im Wintersemester 1576 Rektor der Alma Mater. Während der theologischen Auseinandersetzungen der Jenaer Hochschule war er ein Sympathisant der Philippisten.
Arnurus verheiratete sich mit Dorothea Beich (* 1519 in Luckau; † 28. Januar 1605 in Jena), die Tochter des Johann Beich und der Catharina Starkewitz. Aus der Ehe stammen mehrere Kinder. Von diesen sind der Jenaer Bürgermeister Johann Arnurus (* 9. Mai 1549 in Jena; † 13. November 1608 ebd.; 1595, 1604, 1608 Bürgermeister Jena, verh. I. mit der Witwe des Christoph Druckscherf, verh. II. Gertrud Nottenrod), sowie die Söhne Caspar Arnurus (* Jena), Wolfgang Arnurus und die Tochter Dorothea Arnurus (verh. Müller) bekannt.